# Zeiss ZX1
La Zeiss ZX1 és una càmera compacta de 35 mm (Full Frame) fabricada per Carl Zeiss AG. Va ser anunciada el setembre de 2018, durant el Photokina, amb un preu de venta suggerit de 6000$.
El lema de la càmera és: Dispara, edita i comparteix.
Aquesta, és la primera càmera que incorpora Adobe Photoshop Lightroom, així des de la mateixa càmera es pot disparar, editar i compartir fotografies.
Encara que va ser presentada el 2018, fins a l'octubre de 2020 no va aparèixer a B&H Photo, on ja es podia reservar.
Al tenir un sistema operatiu Android, a la càmera s'hi poden instal·lar aplicacions per compartir fotografies com: Facebook, Instagram, Flickr, Dropbox i One Drive.
El febrer de 2023, els dos distribuïdors autoritzats per Zeiss (B&H Photo i Adorama), la van marcar com a descatalogada, tres anys després de sortir a la venda.

## Característiques[5]
- Sistema operatiu Android
- Adobe Photoshop Lightroom preinstal·lat
- Sensor d'imatge Full Frame de 37,4 megapíxels
- Objectiu: 35 mm fix amb obertura f/ 2.0
- Autoenfocament per contrast i detecció de fase
- Sensibilitat ISO: 80 - 51.200
- Disparo continu de 3 fotogrames per segon
- Gravació de vídeo: 4K fins a 25/30 fps
- Pantalla LCD de 4,3" de 2.760.000 píxels tàctil
- Visor electrònic OLED de 0,7" amb 6,22 milions de píxels
- Connexió Bluetooth i Wi-Fi
- 512 Gb de memòria interna SSD i emmagatzematge extern amb USB-C

## Models similars
Càmeres compactes amb sensor Full Frame i objectiu fix:
- Leica Q2: Sensor de 47 megapíxels amb un objectiu 28 mm f/1,7 i 20 fps
- Sony RX1R II: Sensor de 42 megapíxels amb un objectiu 35 mm f/2 i 5 fps

## Premis
El 2019 aquesta càmera va guanyar el premi de Technical Image Press Association (TIPA) com a millor disseny.
El mateix any també va guanyar el premi Golden Pin Design Award, el Red Dot Design Award i el German Design Award pel seu disseny.

## Inclòs a la caixa[10]
- Càmera Zeiss ZX1
- Para-sol, anell de protecció i tapa de l'objectiu
- Bateria i adaptador de corrent
- Cable USB i adaptador USB
- Corretja

## Accessoris compatibles[11]
- Filtres amb rosca M52
- Flaixos amb muntura Sigma SA-TTL